# Ferdinand I. Dobrotivý
Ferdinand I. Dobrotivý (jako uherský a český král Ferdinand V., 19. dubna 1793, Vídeň – 29. června 1875, Praha) z habsbursko-lotrinské dynastie byl v letech 1835–1848 rakouský císař, král uhersko-chorvatský a poslední korunovaný král český. Pro svou údajnou duševní omezenost a slabé vladařské schopnosti byl též posměšně zván „chudáček blbeček Ferdáček“ (der arme Trottel Nandel). Ačkoliv byl osobně u poddaných oblíbený, jeho vláda – resp. vláda triumvirátu státní rady, která jej fakticky dozorovala a vládla za něj – se kryje s tzv. dobou předbřeznovou a nechvalně známým metternichovským absolutismem, jehož neřešené rozpory nakonec vyústily ve velkou revoluci roku 1848/49. V jejím průběhu byl vládními kruhy Ferdinand donucen abdikovat a zbývající více než čtvrtstoletí dožil v české metropoli Praze, kde patřil ke svérázným postavám místního života. 

## Původ

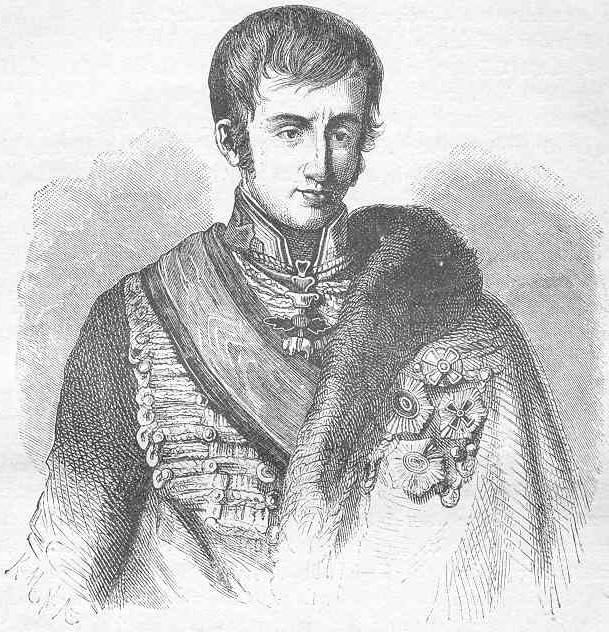
Ilustrace ze švédské historické knihy Illustrerad verldshistoria z roku 1879

Ferdinand Karel Leopold Josef František Marcelin byl syn rakouského císaře a uherského a českého krále Františka I. a Marie Terezy Neapolsko-Sicilské. Od dětství trpěl epileptickými záchvaty, které byly způsobeny porodním traumatem, a rachitidou. Do devíti let nezískal téměř žádné vzdělání, neboť tehdejší lékaři věřili, že fyzická a duševní námaha vede ke zhoršení stavu epileptických pacientů. Protože pozdější Ferdinandovy pokroky postupovaly pomalu, panovaly určité obavy o následnictví.

### Osobnost
Ferdinand měl hudební nadání, hrál na klavír a trubku, nadšeně se zabýval botanikou a zajímal se o vývoj techniky. Rozhodně není možné ho označit za slabomyslného, neboť hovořil pěti jazyky. Na druhou stranu byl poněkud flegmatický a z jeho zdravotních problémů vyplývala některá další omezení.
Ferdinandovi rodiče byli bratranci prvního stupně, přičemž Ferdinandovi prarodiče byli vlastními sourozenci. Ferdinandův děd z otcovy strany Leopold II. byl totiž bratrem Ferdinandovy babičky z matčiny strany Marie Karolíny a jeho děd z matčiny strany Ferdinand I. Neapolsko-Sicilský byl bratrem jeho babičky z otcovy strany Marie Ludoviky Španělské. To znamená, že Ferdinand měl čtyři prarodiče, a zároveň také pouze čtyři praprarodiče (nikoliv osm, jak je běžné). Takto blízké příbuzenství mělo za následek, že většina z Františkových a Mariiných dětí se musela potýkat s genetickou degenerací a jen část z nich byla schopna samostatného života.

## Vláda

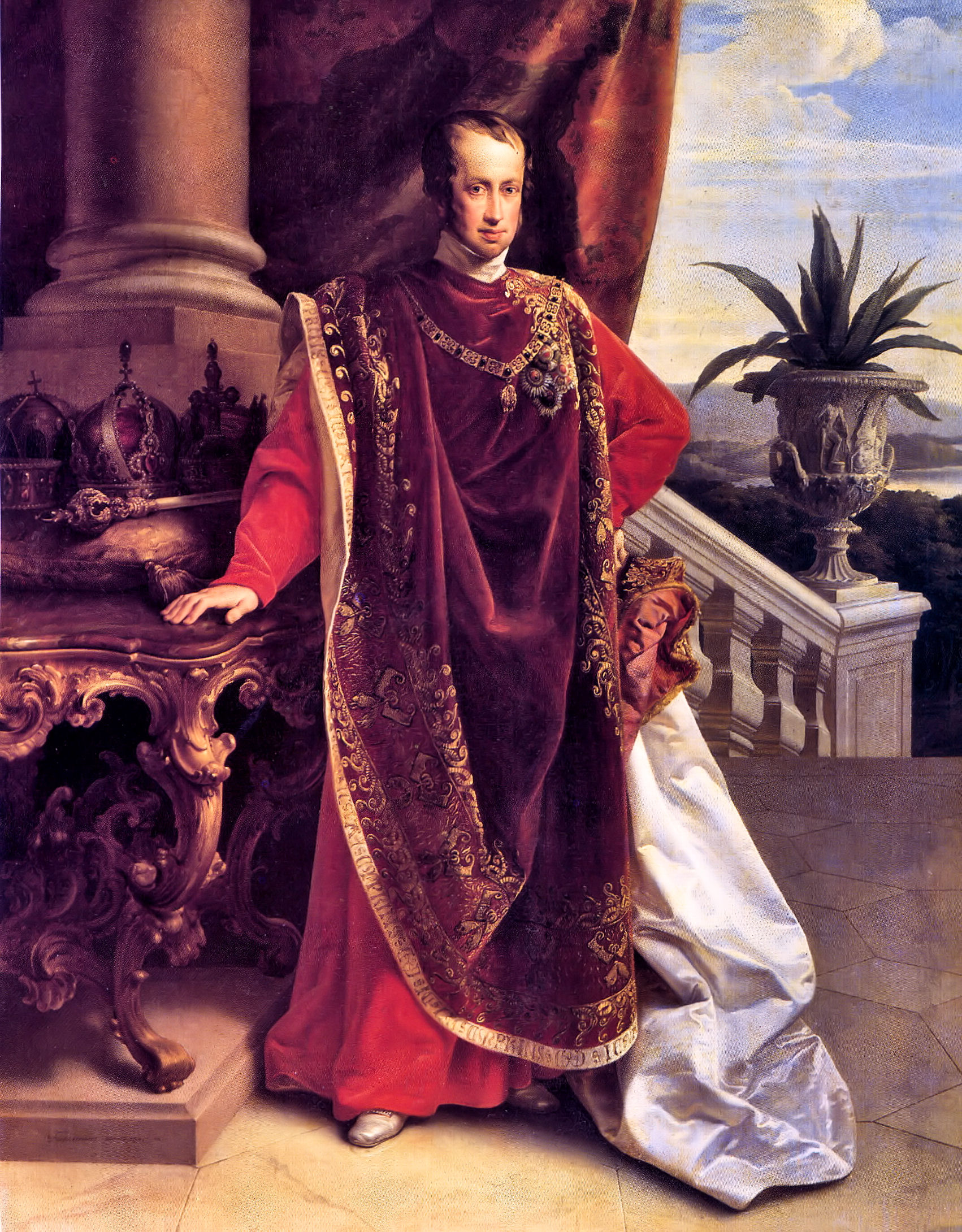
Císař a král Ferdinand I. na majestátním portrétu L. Kupelwiesera z roku 1847 (v pozadí, po jeho pravé ruce zobrazeny svatoštěpánská, rakouská císařská a svatováclavská koruna)

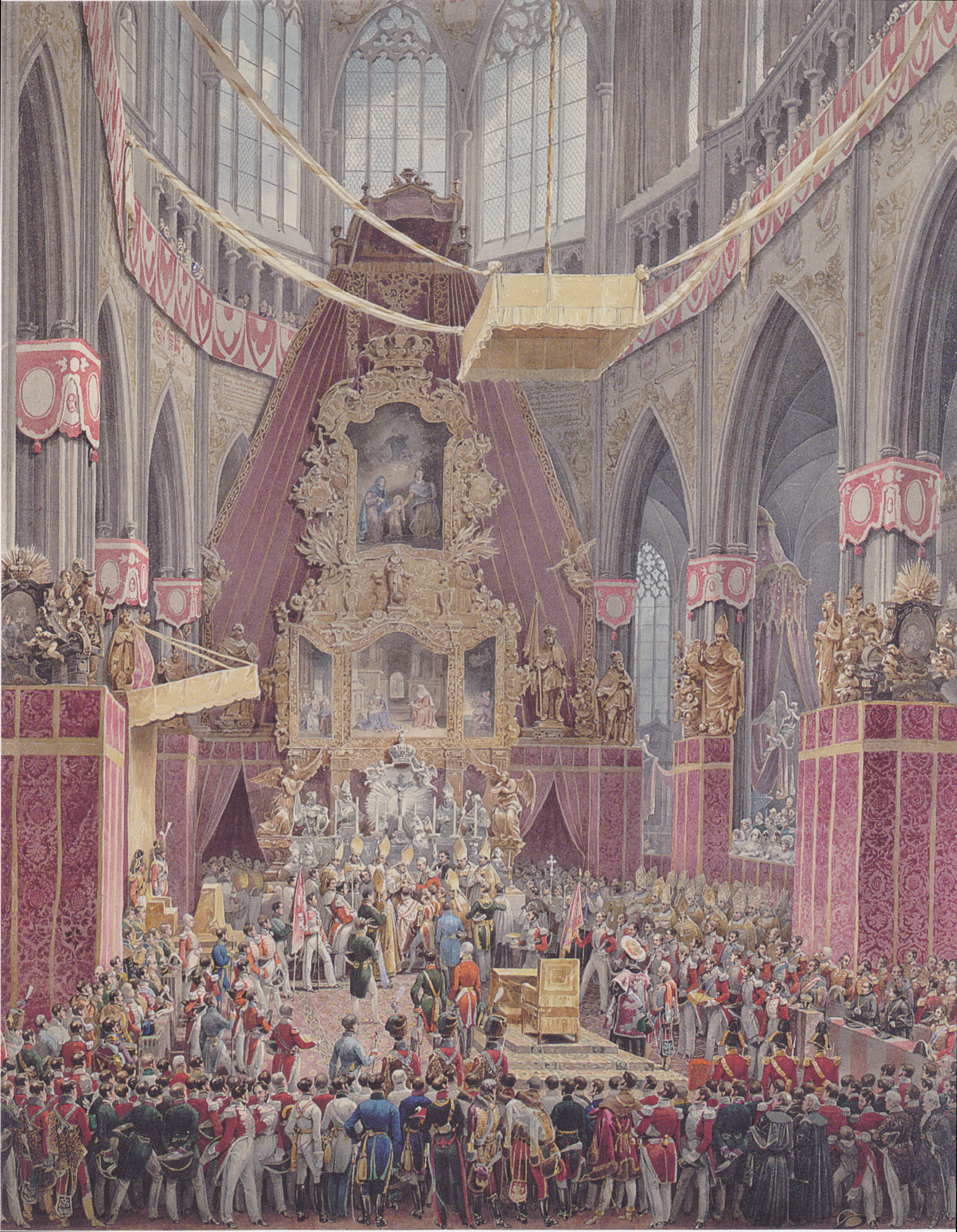
Korunovace císaře Ferdinanda I. českým králem v chrámu svatého Víta v Praze, 1836

V roce 1830 byl Ferdinand v Prešpurku (dnešní Bratislavě) korunován jako Ferdinand V. uherským králem a nadále mu náležel titul „mladší král uherský a arcivévoda rakouský“. Při korunovačním obřadu pronesl řeč v maďarštině a stal se tak po Marii Terezii druhým a posledním králem, který při tomto obřadu hovořil v mateřštině svých poddaných.
V roce 1835 se po smrti Františka I. stal rakouským císařem a 7. září 1836 se nechal korunovat na českého krále jako Ferdinand V.
Ferdinand byl jedním z nejoblíbenějších panovníků, on sám však prakticky nevládl, protože jeho otec před smrtí fakticky složil vládu do rukou všemocného kancléře Metternicha a státní rady, které předsedal císařův strýc arcivévoda Ludvík a jejímž členem byl jak Metternich, tak český hrabě František Antonín Kolovrat. Oba naposledy jmenovaní zaujímali rozdílná politická stanoviska a navzájem si blokovali jakákoli politická rozhodnutí, což nakonec vedlo až k revoluci v roce 1848.
Dne 2. prosince 1848 byl proti své vůli odstaven od trůnu a v Arcibiskupském paláci v Olomouci abdikoval ve prospěch synovce Františka Josefa I.

## Po abdikaci
Zbytek života strávil Ferdinand se svou ženou Marií Annou v Praze. Ačkoliv mu kdysi lékaři předpovídali krátký život, vydržel zde ještě 27 let. Na Pražském hradě mu bylo vykázáno jedno křídlo na druhém nádvoří. Také mu bylo zakoupeno bývalé Toskánské panství se zámky Ploskovice a Zákupy, na nichž pobýval většinu času a které pro něj byly nákladně upraveny a přestavěny.
Zákupský zámek mu patřil až do jeho smrti, tedy 27 let. Jezdíval na něj kočárem z Ploskovic, z Prahy buď kočárem, či později (poprvé 1867) vlakem. A samostatně občas i jeho manželka, sardinská princezna Marie Anna Karolína, ovšem ta trávila daleko více času v slunné Itálii. V Zákupech na svém novém sídle pobýval excísař poprvé v květnu 1851 a mnohokrát za ním přijeli i další členové rozsáhlého příbuzenstva. Naposledy na svém zámku pobýval v roce 1874.
Pražané ho měli rádi, vídávali ho na dnešní Národní třídě, kde na každodenních procházkách dával dětem bonbony a chudým almužnu. Praze postupně věnoval na 450 000 zlatých. Zemřel ve věku 82 let na Pražském hradě 29. července 1875.

## Ferdinandův život v datech
1793, 19. duben – narození ve Vídni

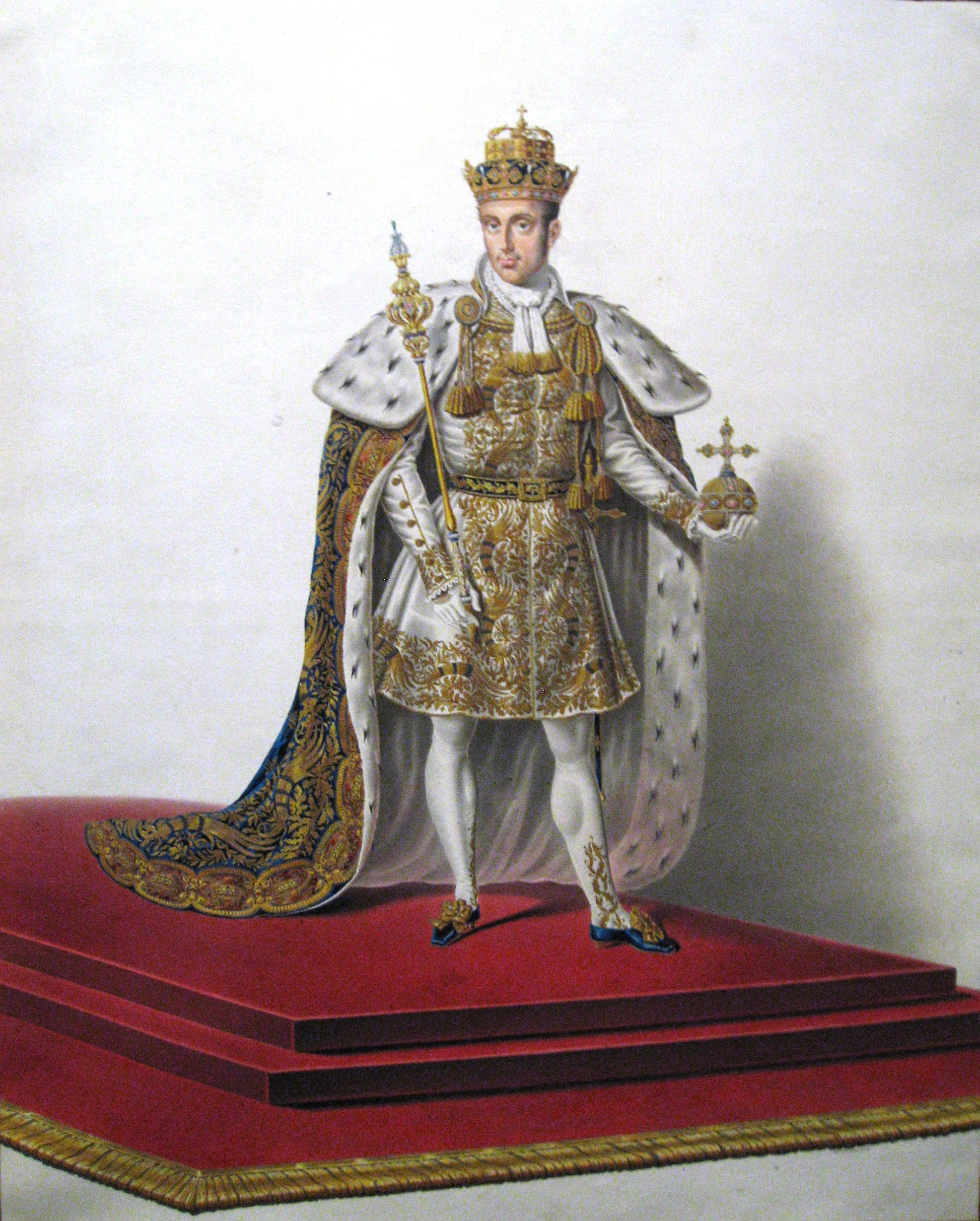
Ferdinand I. jakožto lombardsko-benátský král na portrétu A. Weißenböcka z roku 1838

1802, 26. duben – byl povolán princův první vychovatel František Maria von Steffaneo-Carnea

1805, listopad – evakuace císařské rodiny z Vídně před blížícími se vojsky francouzského císaře Napoleona

1807, 12. duben – zemřela Ferdinandova matka Marie Tereza Neapolsko-Sicilská

1807, 13. duben – po pěti letech služby byl propuštěn princův první vychovatel Steffaneo-Carnea

1808, 6. leden – František I. se oženil s Marii Ludovikou z Modeny a Ferdinand tak dostal nevlastní matku, která se velmi zasloužila o jeho další vývoj a vzdělání

1809 – princi byl přidělen nový vychovatel – svobodný pán Josef Erberg

1815 – se s otcem zúčastnil tažení proti Napoleonovi

1816, duben – zemřela Ferdinandova nevlastní matka Marie Ludovika

1824 – bylo vydáno lékařské dobrozdání, že Ferdinand není schopen vlády

1825 – vedl rakouskou delegaci pozvanou do Petrohradu ke korunovaci cara Mikuláše I.

1830 – vydáno lékařské dobrozdání, které potvrzovalo, že je korunní princ schopen vlády a může se oženit

1830, 28. září – korunovace uherským králem v Prešpurku 

1832, únor – sňatek s Marií Annou Karolínou Piou Savojskou

1832, 9. srpen – neúspěšný atentát v Bádenu

1836, 7. září – korunovace českým králem v Praze 

1838, 6. září – korunovace v Miláně na lombardského krále

1848, 2. prosinec – v Olomouci zveřejněn manifest oznamující Ferdinandovu abdikaci

1848, prosinec – Ferdinand a jeho manželka se odebrali do Prahy

1856, 28. únor – oslava stříbrné svatby v Praze

1852, 10. květen – setkání s carem Mikulášem I. v Praze

1858 – sepsal závěť

1875, 29. červen – smrt v Praze 

## Tituly
Jeho Císařské a Královské Apoštolské Veličenstvo Ferdinand První, Z milosti Boží
- Císař rakouský.
- Král uherský, český, pátý toho jména, král lombardsko-benátský, král Dalmácie, Chorvatska a Slavonie, král Haliče a Lodomerie, a Ilyrie.
- Král jeruzalémský.
- Arcivévoda rakouský.
- Velkovévoda toskánský a krakovský.
- Vévoda lotrinský, salcburský, štýrský, korutanský, kraňský, slezský, modenský, parmský, Piacenzy a Guastally, osvětimský a zátorský, těšínský,fruilský, Dubrovníku a Zadaru.
- Velkokníže sedmihradský.
- Markrabě moravský.
- Hrabě habsburský, kyburský, tyrolský, Gorice a Gradiška.
- Princ tridentský a brixenský.
- Markrabě Horní Lužice, Dolní Lužice a istrijský, hrabě Hohenemsu, Feldkirchu, Bregenzu, Sonnenburgu.
- Pán Terstu, Kotoru a vindické marky.

## Vývod z předků
|                        |                                     |  |                    |                                             |  |  |  |  |  |  |  | Leopold Josef Lotrinský |
|                        |                                     |  |                    |                                             |  |  |  |  |  |  |  |                         |
|                        | František I. Štěpán Lotrinský       |  |                    |                                             |  |  |  |  |  |  |  |                         |
|                        |                                     |  |                    |                                             |  |  |  |  |  |  |  |                         |
|                        |                                     |  |                    | Alžběta Charlotta Orléanská                 |  |  |  |  |  |  |  |                         |
|                        |                                     |  |                    |                                             |  |  |  |  |  |  |  |                         |
|                        | Leopold II.                         |  |                    |                                             |  |  |  |  |  |  |  |                         |
|                        |                                     |  |                    |                                             |  |  |  |  |  |  |  |                         |
|                        |                                     |  |                    | Karel VI.                                   |  |  |  |  |  |  |  |                         |
|                        |                                     |  |                    |                                             |  |  |  |  |  |  |  |                         |
|                        | Marie Terezie                       |  |                    |                                             |  |  |  |  |  |  |  |                         |
|                        |                                     |  |                    |                                             |  |  |  |  |  |  |  |                         |
|                        |                                     |  |                    | Alžběta Kristýna Brunšvicko-Wolfenbüttelská |  |  |  |  |  |  |  |                         |
|                        |                                     |  |                    |                                             |  |  |  |  |  |  |  |                         |
|                        | František I. Rakouský               |  |                    |                                             |  |  |  |  |  |  |  |                         |
|                        |                                     |  |                    |                                             |  |  |  |  |  |  |  |                         |
|                        |                                     |  |                    | Filip V. Španělský                          |  |  |  |  |  |  |  |                         |
|                        |                                     |  |                    |                                             |  |  |  |  |  |  |  |                         |
|                        | Karel III. Španělský                |  |                    |                                             |  |  |  |  |  |  |  |                         |
|                        |                                     |  |                    |                                             |  |  |  |  |  |  |  |                         |
|                        |                                     |  |                    | Isabela Farnese                             |  |  |  |  |  |  |  |                         |
|                        |                                     |  |                    |                                             |  |  |  |  |  |  |  |                         |
|                        | Marie Ludovika Španělská            |  |                    |                                             |  |  |  |  |  |  |  |                         |
|                        |                                     |  |                    |                                             |  |  |  |  |  |  |  |                         |
|                        |                                     |  |                    | August III. Polský                          |  |  |  |  |  |  |  |                         |
|                        |                                     |  |                    |                                             |  |  |  |  |  |  |  |                         |
|                        | Marie Amálie Saská                  |  |                    |                                             |  |  |  |  |  |  |  |                         |
|                        |                                     |  |                    |                                             |  |  |  |  |  |  |  |                         |
|                        |                                     |  |                    | Marie Josefa Habsburská                     |  |  |  |  |  |  |  |                         |
|                        |                                     |  |                    |                                             |  |  |  |  |  |  |  |                         |
| Ferdinand V. Dobrotivý |                                     |  |                    |                                             |  |  |  |  |  |  |  |                         |
|                        |                                     |  |                    |                                             |  |  |  |  |  |  |  |                         |
|                        |                                     |  | Filip V. Španělský |                                             |  |  |  |  |  |  |  |                         |
|                        |                                     |  |                    |                                             |  |  |  |  |  |  |  |                         |
|                        | Karel III. Španělský                |  |                    |                                             |  |  |  |  |  |  |  |                         |
|                        |                                     |  |                    |                                             |  |  |  |  |  |  |  |                         |
|                        |                                     |  |                    | Alžběta Parmská                             |  |  |  |  |  |  |  |                         |
|                        |                                     |  |                    |                                             |  |  |  |  |  |  |  |                         |
|                        | Ferdinand I. Neapolsko-Sicilský     |  |                    |                                             |  |  |  |  |  |  |  |                         |
|                        |                                     |  |                    |                                             |  |  |  |  |  |  |  |                         |
|                        |                                     |  |                    | August III. Polský                          |  |  |  |  |  |  |  |                         |
|                        |                                     |  |                    |                                             |  |  |  |  |  |  |  |                         |
|                        | Marie Amálie Saská                  |  |                    |                                             |  |  |  |  |  |  |  |                         |
|                        |                                     |  |                    |                                             |  |  |  |  |  |  |  |                         |
|                        |                                     |  |                    | Marie Josefa Habsburská                     |  |  |  |  |  |  |  |                         |
|                        |                                     |  |                    |                                             |  |  |  |  |  |  |  |                         |
|                        | Marie Tereza Neapolsko-Sicilská     |  |                    |                                             |  |  |  |  |  |  |  |                         |
|                        |                                     |  |                    |                                             |  |  |  |  |  |  |  |                         |
|                        |                                     |  |                    | Leopold Josef Lotrinský                     |  |  |  |  |  |  |  |                         |
|                        |                                     |  |                    |                                             |  |  |  |  |  |  |  |                         |
|                        | František I. Štěpán Lotrinský       |  |                    |                                             |  |  |  |  |  |  |  |                         |
|                        |                                     |  |                    |                                             |  |  |  |  |  |  |  |                         |
|                        |                                     |  |                    | Alžběta Charlotta Orléanská                 |  |  |  |  |  |  |  |                         |
|                        |                                     |  |                    |                                             |  |  |  |  |  |  |  |                         |
|                        | Marie Karolína Habsbursko-Lotrinská |  |                    |                                             |  |  |  |  |  |  |  |                         |
|                        |                                     |  |                    |                                             |  |  |  |  |  |  |  |                         |
|                        |                                     |  |                    | Karel VI.                                   |  |  |  |  |  |  |  |                         |
|                        |                                     |  |                    |                                             |  |  |  |  |  |  |  |                         |
|                        | Marie Terezie                       |  |                    |                                             |  |  |  |  |  |  |  |                         |
|                        |                                     |  |                    |                                             |  |  |  |  |  |  |  |                         |
|                        |                                     |  |                    | Alžběta Kristýna Brunšvicko-Wolfenbüttelská |  |  |  |  |  |  |  |                         |
|                        |                                     |  |                    |                                             |  |  |  |  |  |  |  |                         |